# DUEWAG
Duewag AG — немецкая компания, в прошлом — один из крупнейших производителей подвижного состава рельсового транспорта.

## История
Основана в 1898 году как Waggonfabrik Uerdingen AG (с нем. — «Вагоностроительный завод Юрдингена») в городе Юрдинген (ныне округ Крефельда). После слияния с дюссельдорфским заводом Düsseldorfer Waggonfabrik в 1935 году предприятие в Юрдингене продолжило выпускать подвижной состав для железных дорог, а в Дюссельдорфе было сосредоточено производство трамваев и легкорельсовых транспортных средств.
С 1981 года официально носит название Duewag.
В 1989 году продана компании Siemens и до окончательного расформирования в 2000 году выпускала продукцию под маркой Siemens Duewag.

## Продукция
Среди производителей трамваев в Западной Германии компания заняла доминирующее положение: большая часть трамвайных вагонов, закупленных для эксплуатации в ФРГ после 1960 года, была выпущена на предприятиях Duewag или по лицензии компании.

## Галерея

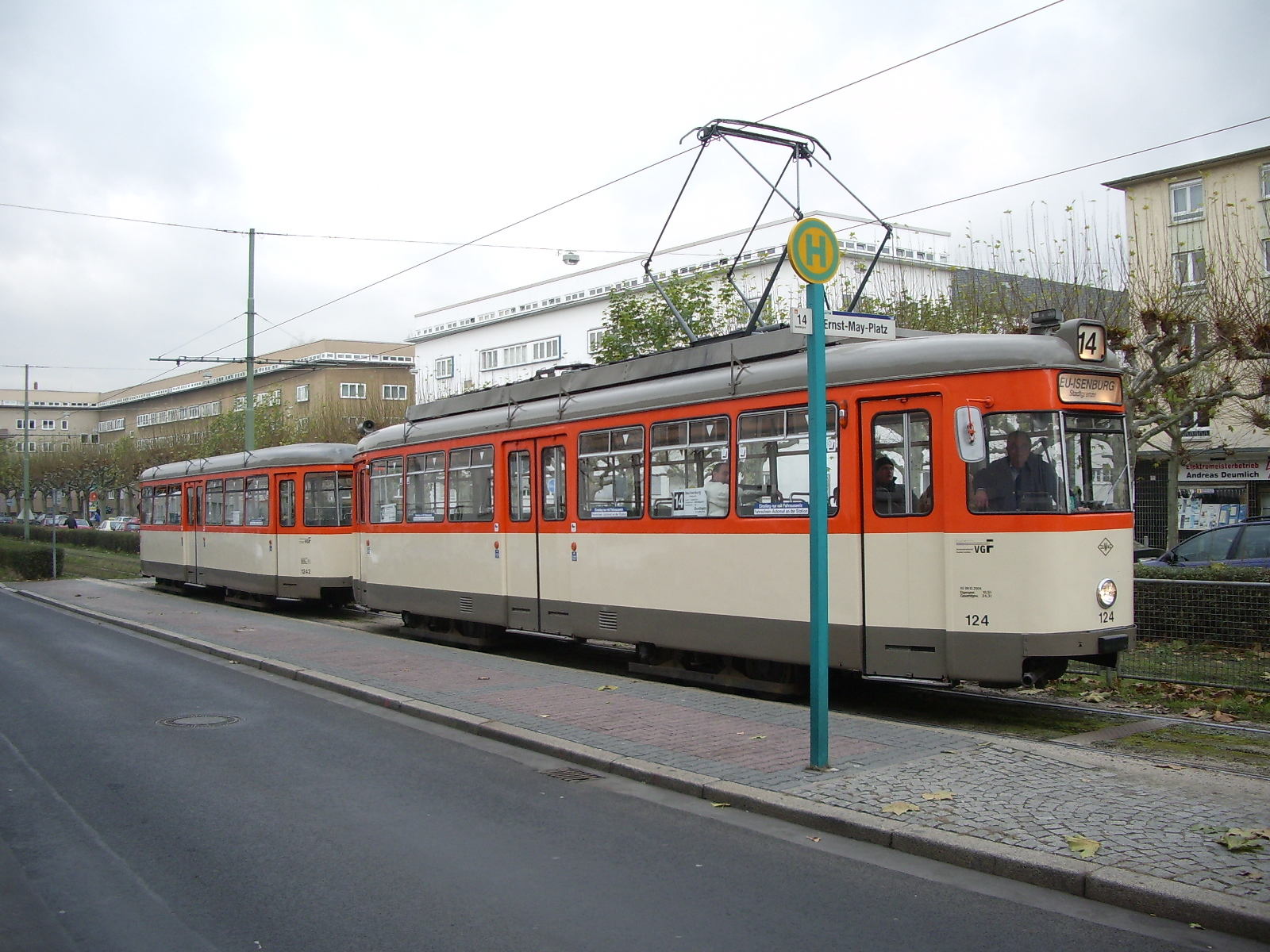
Трамвай модели 1955 во Франкфурте-на-Майне
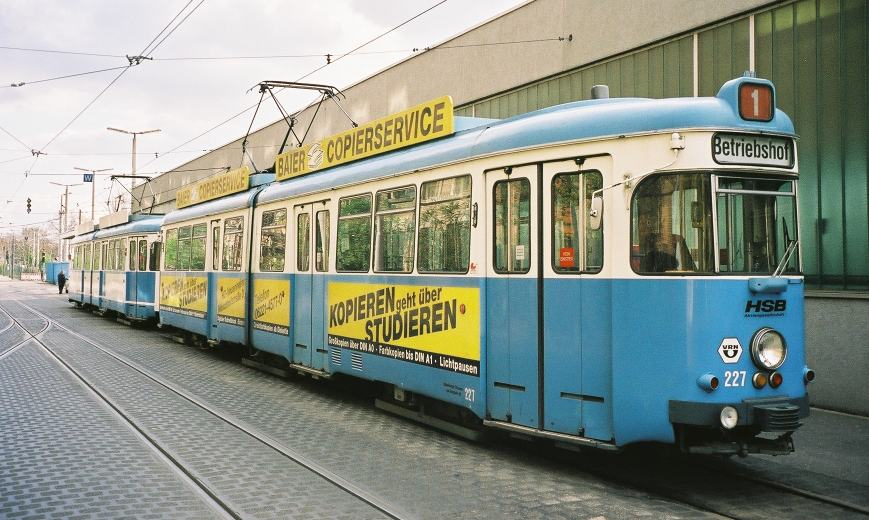
GT-6Z в Гейдельберге
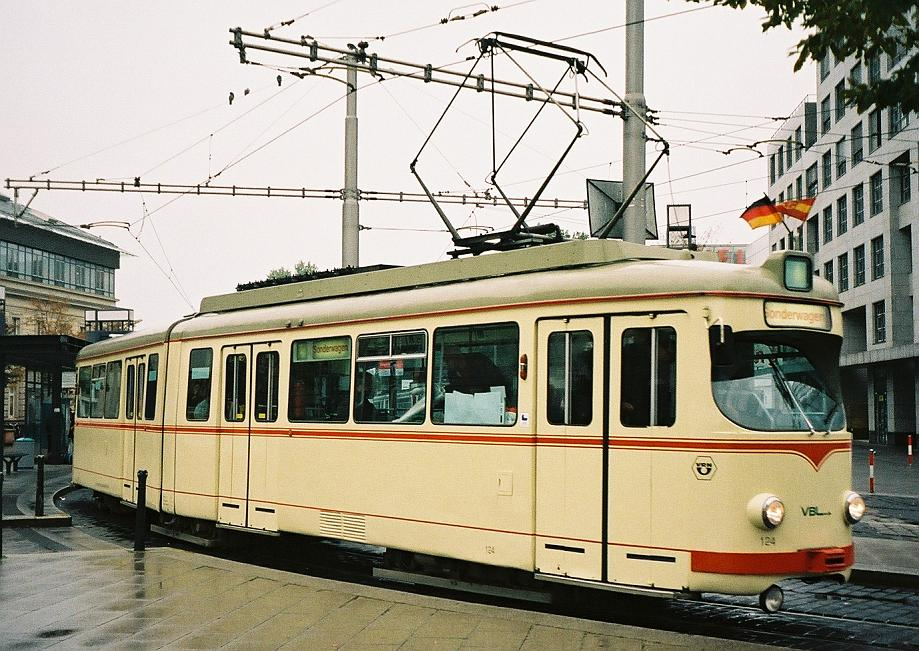
GT-6 в Мангейме
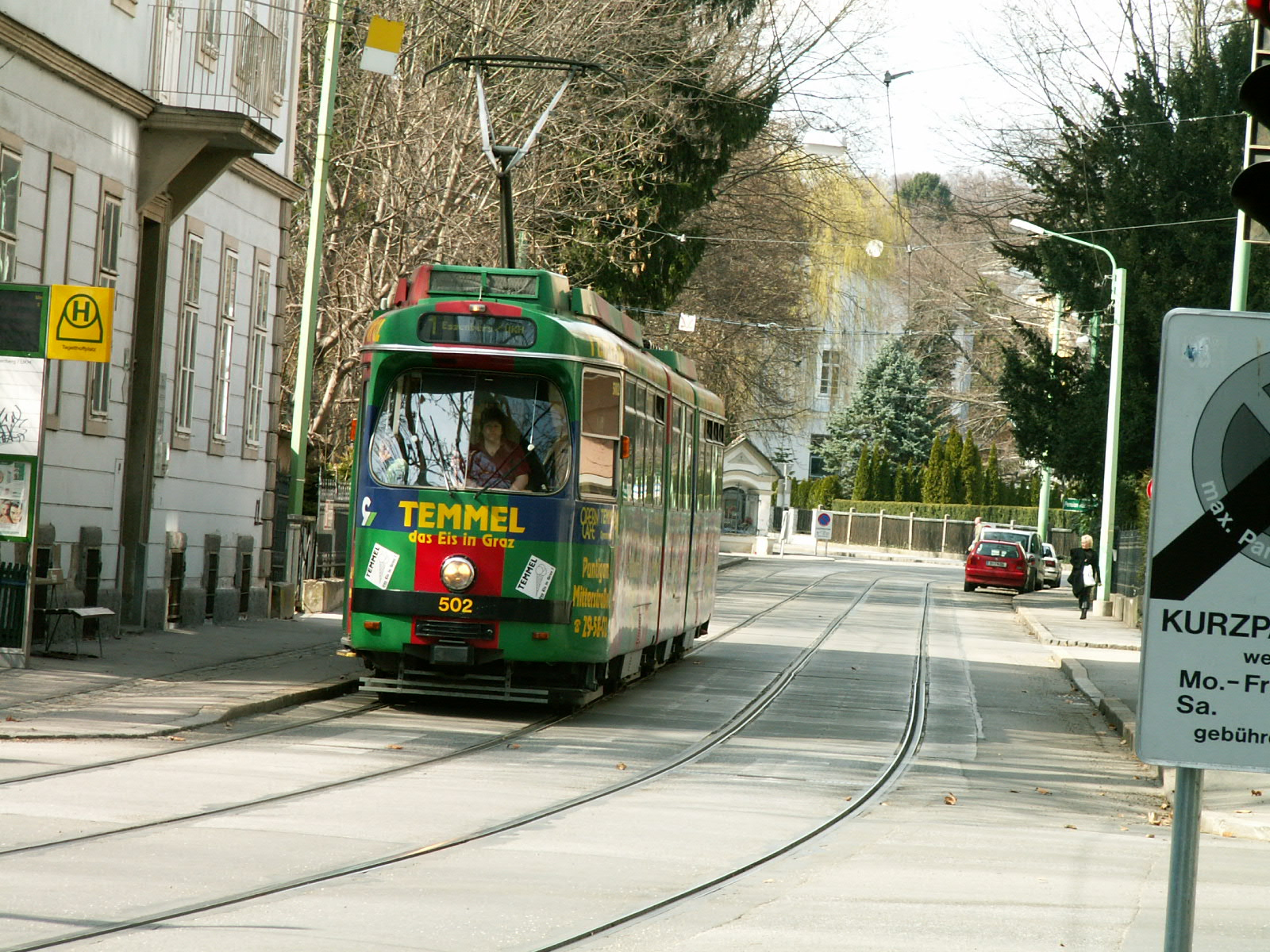
Трамвай Граца
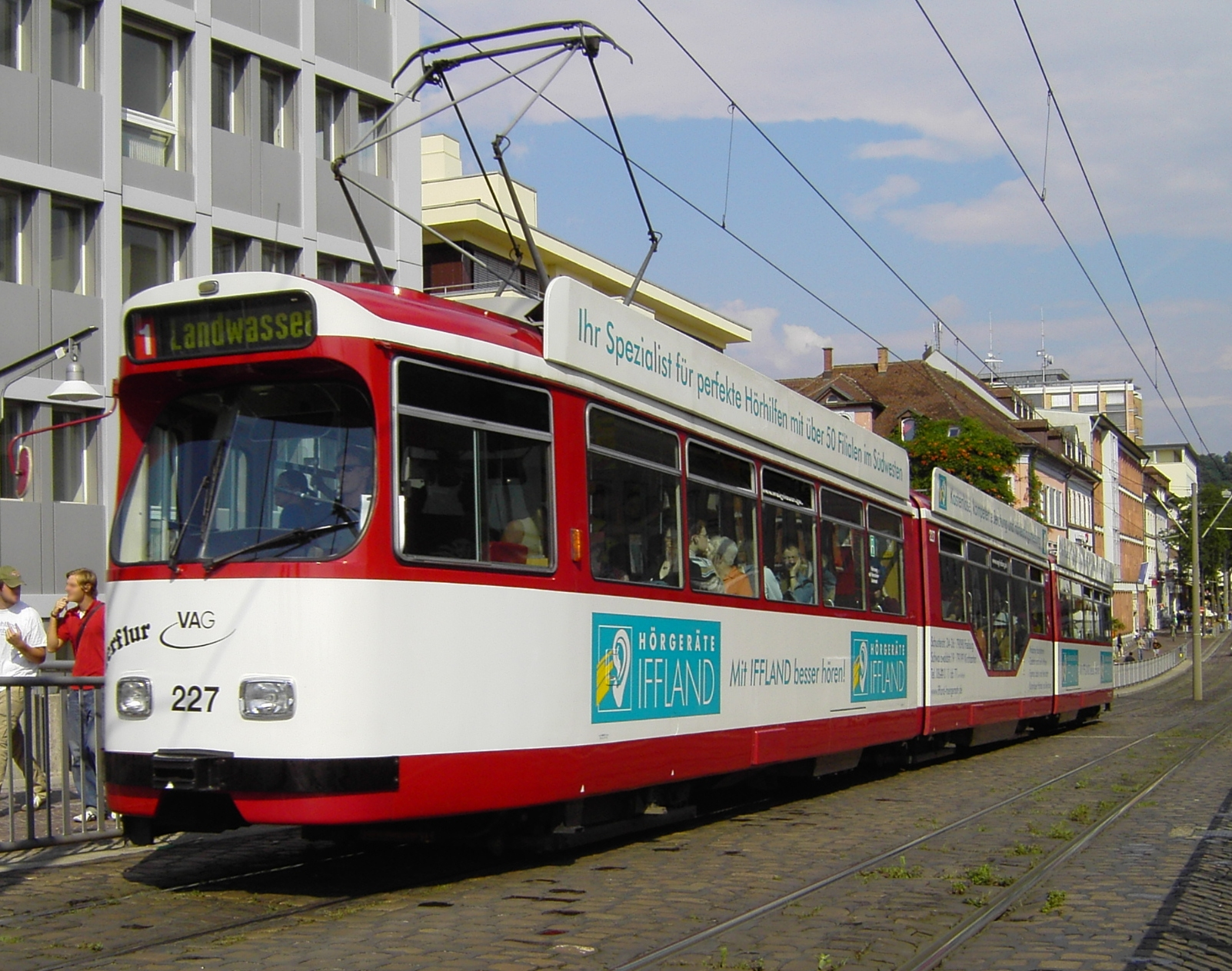
GT-8 во Фрайбурге
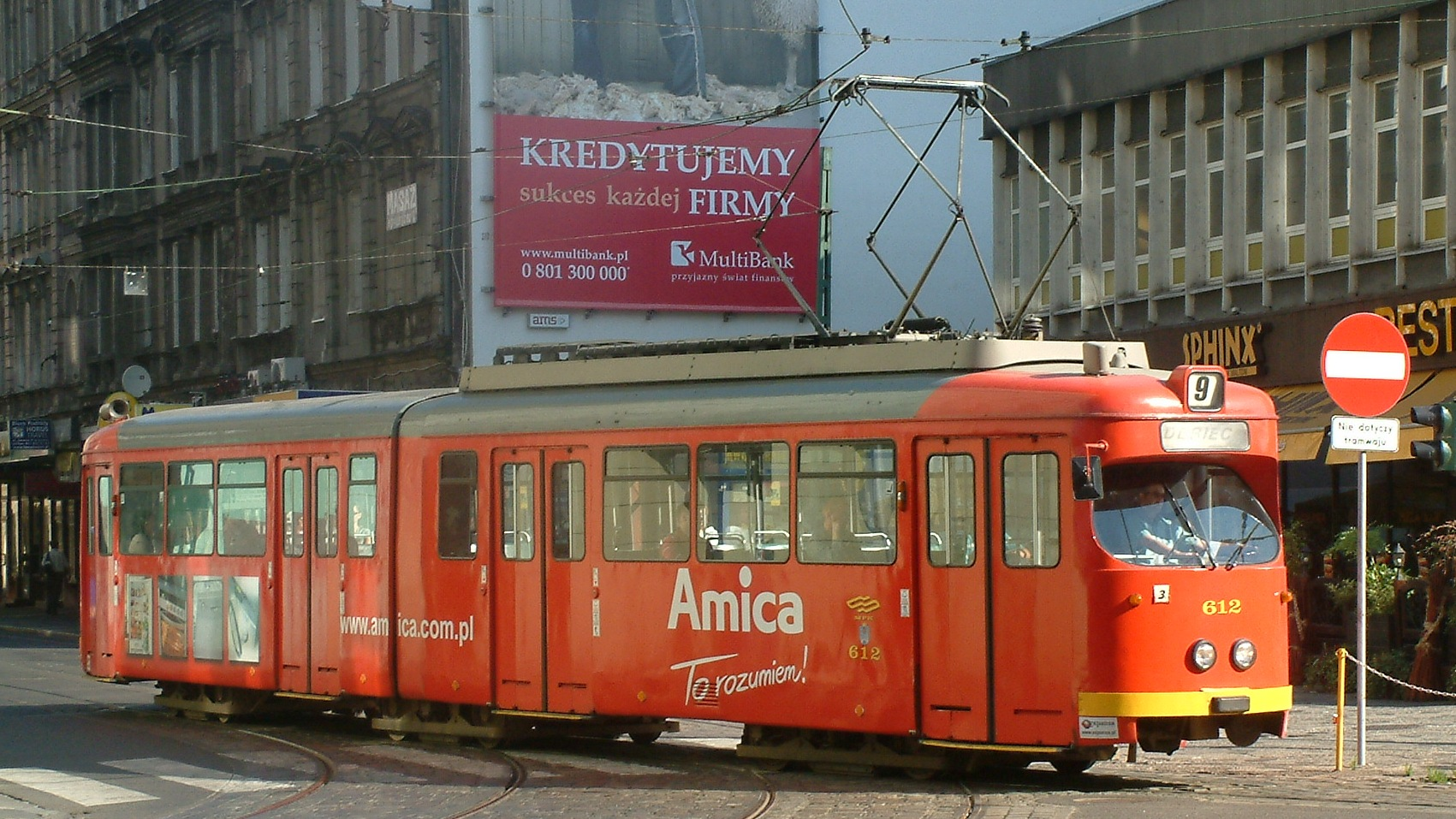
GT6 в Познани
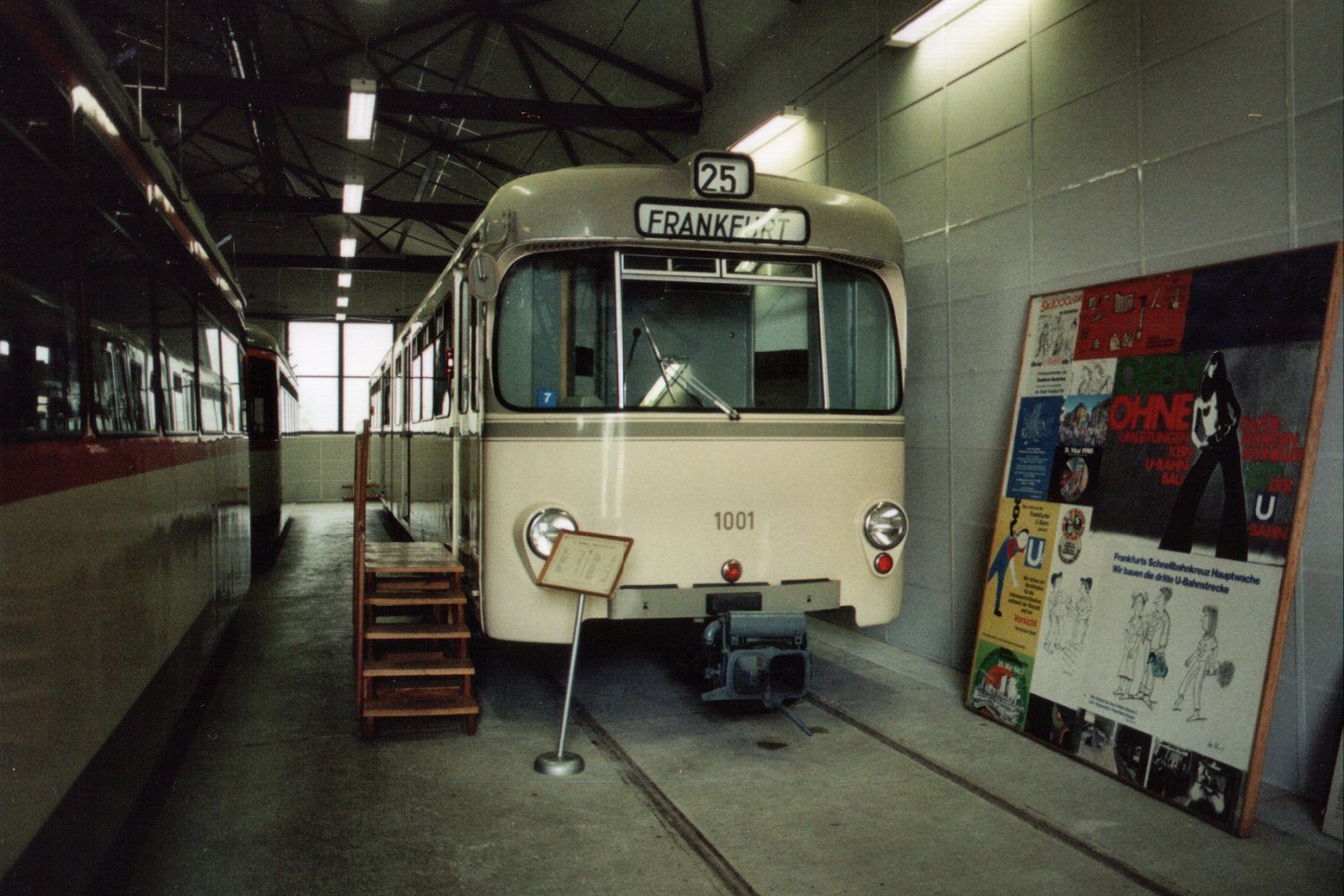
Вагон U1
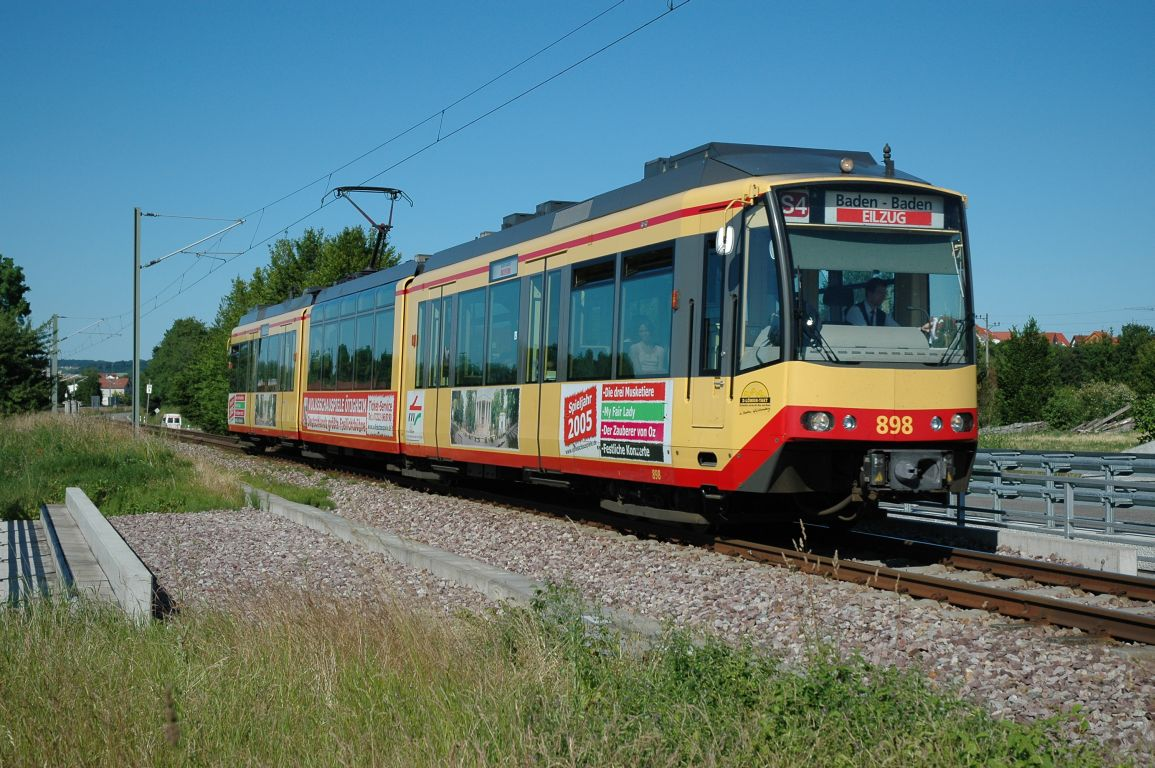
S-Bahn Карлсруэ: подвижной состав представляет собой трамвай
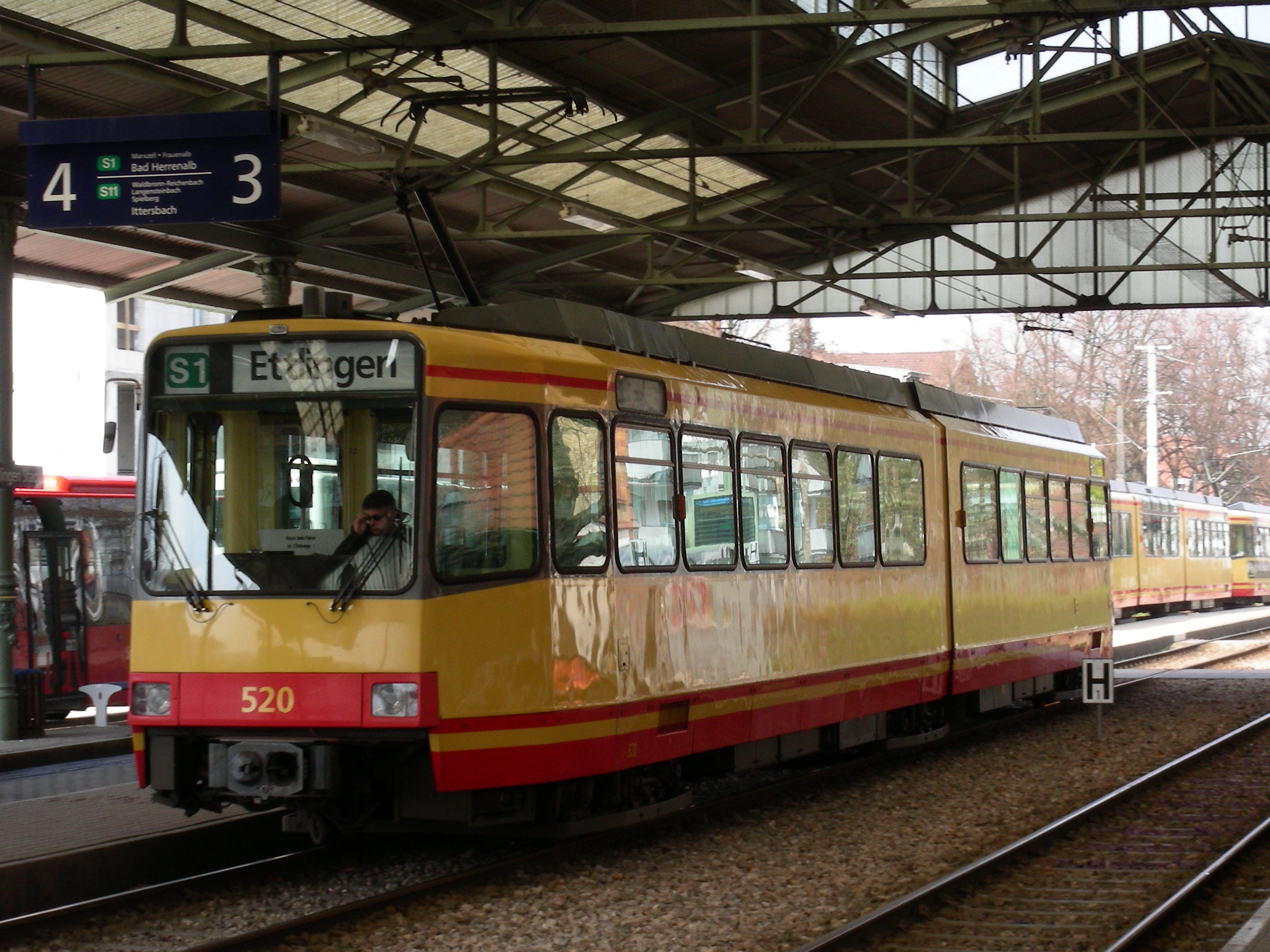
GT6-80C в Карлсруэ
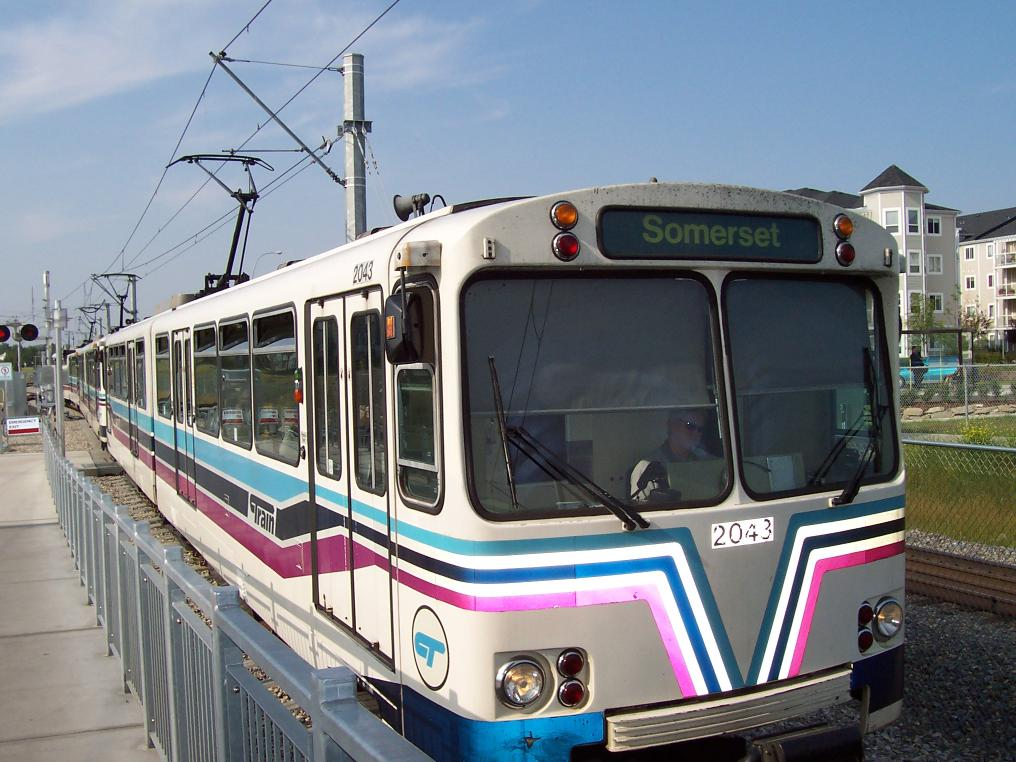
Siemens Duewag U2 в Калгари
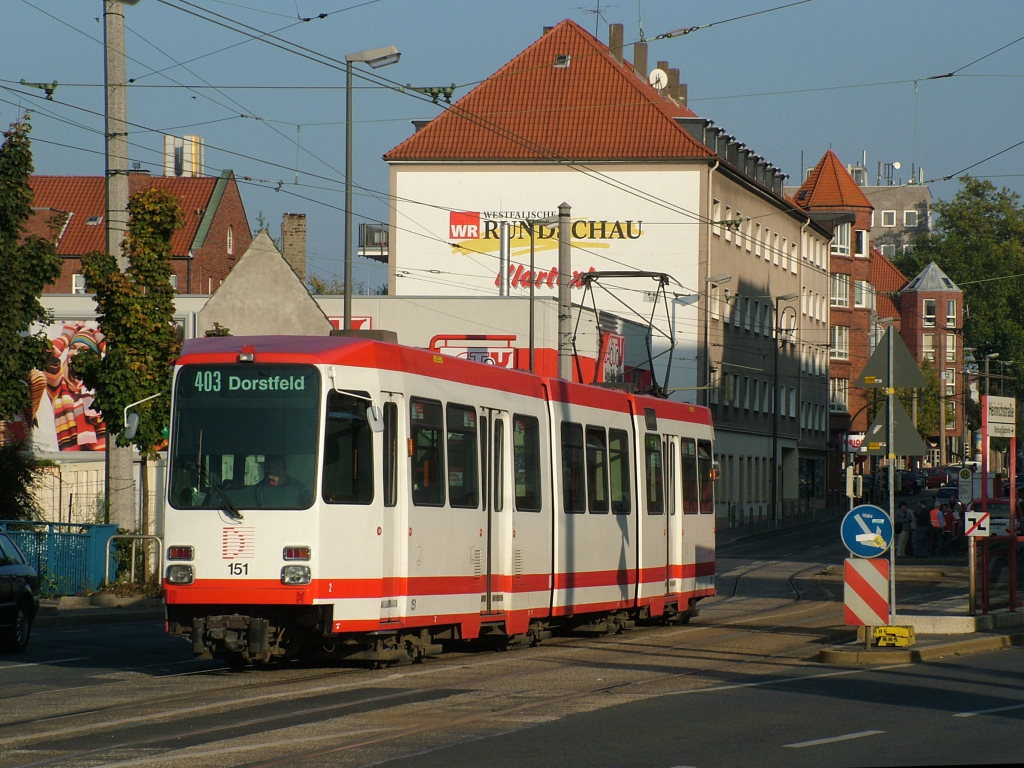
N8C в Дортмунде
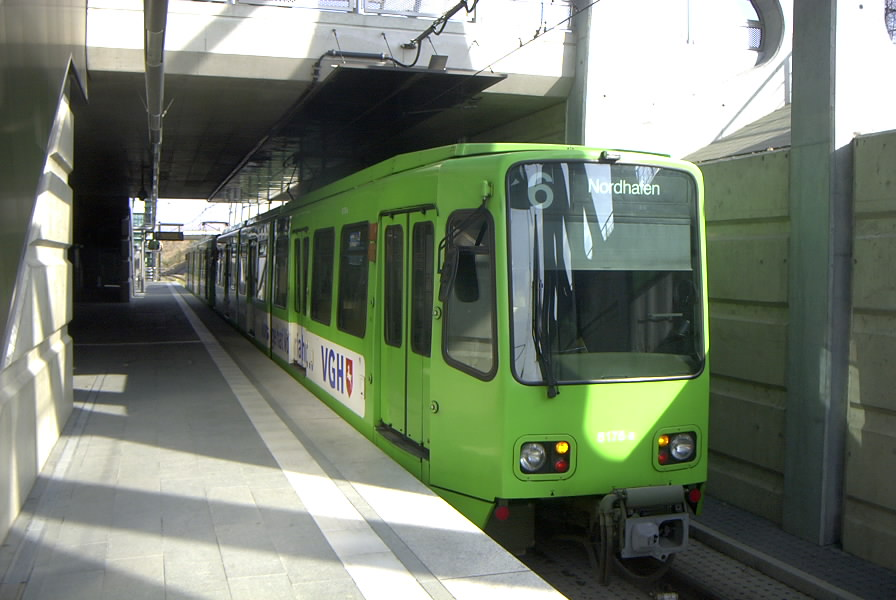
TW6000, Ганноверский S-Bahn
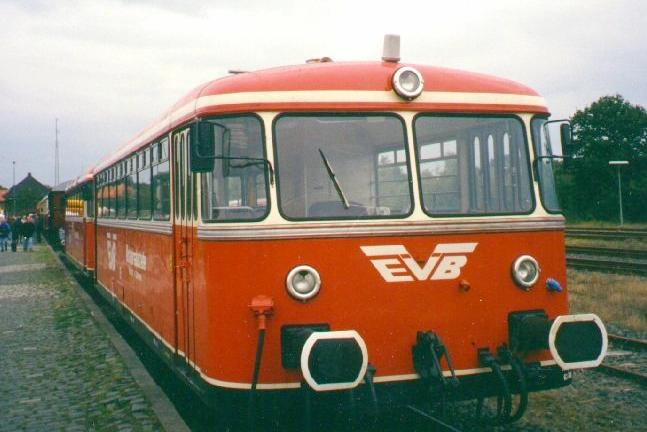
Рельсовый автобус